# Recherche sur le yoga dans l'éducation

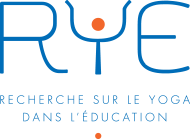
Logo du RYE

L'organisme Recherche sur le Yoga dans l’Éducation (RYE France) est une association créée en 1978 par Micheline Flak, professeur d’anglais et figure pionnière du yoga en France. Le projet du RYE consiste à introduire le yoga, la relaxation et la méditation dans l’éducation, dans le respect du principe de laïcité. L’association forme les professionnels de l’éducation à des techniques adaptées à la classe et à l’atelier.
En 2013, le RYE a reçu l’agrément du Ministère de l’Éducation nationale au titre de son concours à l’enseignement public.
En 2016, l’association est présente, via ses différentes branches, dans 11 pays dans le monde.

## Projet
L’objectif du RYE est de contribuer au bien-être de l’enfant lors de son parcours scolaire, en stimulant le plaisir d'apprendre.
Les techniques RYE s’inspirent du yoga traditionnel. Elles sont basées sur les six premières branches de l’échelle de Patanjali : le vivre-ensemble, l’hygiène personnelle, le dos droit, la respiration, la détente, l’attention et la concentration.
Ces techniques ont été adaptées à tous les âges et à toutes les disciplines, pour des enfants de la maternelle à l’université.
Elles sont spécifiquement définies pour répondre aux différents stades de développement psychoaffectif et corporel des enfants et adolescents. Elles peuvent être utilisées en classe, en atelier ou à domicile.
Les techniques RYE permettent aux enfants de combiner bien-être et apprentissage de qualité. Elles stimulent les capacités d’apprentissage en améliorant l’attention et en favorisant la concentration et la mémorisation. Elles permettent également de développer l’estime de soi et d’améliorer le vivre-ensemble.

## Création et historique
En 1973, Micheline Flak intègre pour la première fois le yoga dans sa classe du collège Condorcet, forte de sa double casquette de professeur d’anglais et de professeur de yoga diplômée de la FFHY (Fédération Française de Hatha Yoga) et de la Bihar School of Yoga en Inde.
En 1978, elle crée l’association RYE France avec la participation de Jacques de Coulon, proviseur dans un lycée suisse, philosophe et auteur de nombreux ouvrages sur l’éducation.
En 1984, le RYE commence son internationalisation avec la création d’une branche en Italie. Les techniques du RYE entreront dans le programme de formation des enseignants en Italie dix ans plus tard.
En 2000, Micheline Flak crée l’EURYE, Union Européenne des associations du RYE. Cette fédération a pour but de faciliter le dialogue et les retours d’expériences entre les différentes entités du RYE implantées en Europe.
Le 4 juillet 2013, le RYE reçoit l’agrément du Ministère de l’Éducation nationale au titre de son concours à l’enseignement public.

## Formations
Les formations du RYE s’adressent aux professionnels de l’éducation, aux animateurs, aux professeurs de yoga et aux professionnels du champ médico-éducatif. Elles sont dispensées par les formateurs du RYE, partout en France, y compris en Guadeloupe et à la Réunion.
L’association dispense plusieurs types de formations pour adultes :
- Des formations longues sur 4 weekends : formation aux Techniques de Yoga dans l’éducation, formation aux Techniques de Relaxation dans l’éducation
- Des stages sur des thèmes spécifiques : développement de l’enfant, yoga pour adolescents, préparation aux examens, etc.
- Des cours mensuels : une série de cours pour découvrir ou approfondir les fondamentaux du yoga dans l’éducation
- Un stage résidentiel annuel a lieu chaque été pendant une semaine sur un thème spécifique (le thème de 2016 était “développer une attention de qualité”)

Un certificat est délivré aux personnes qui suivent le cursus complet des formations aux techniques RYE : formation aux Techniques de Yoga dans l’éducation, formation aux Techniques de Relaxation dans l’éducation, deux stages résidentiels et une soutenance de mémoire.
Les personnes formées sont habilitées à intervenir en établissement, en classe ou en atelier périscolaire.
Dans le cadre de la classe, les personnes formées sont en mesure d’introduire de brèves sessions de yoga pour aider les élèves à atteindre différents objectifs en fonction de leur état émotionnel et du contexte scolaire : se dynamiser, se calmer, se concentrer, prendre confiance en soi, améliorer son rapport à l’autre, etc.

## Implantation géographique
Après sa création en France en 1978, le RYE s’est rapidement internationalisé. Une première branche est créée en 1984 à Venise, en Italie. Elle deviendra le siège de l’EURYE (union européenne des associations du RYE).
Le RYE s’implante ensuite en Belgique (1991), au Royaume Uni (2005), en Bulgarie et en Espagne (2011), puis en Argentine, au Brésil, au Chili, au Portugal, en Uruguay et au Mexique. En 2016 le RYE est présent dans 12 pays dans le monde.